# Best Furry Friends (ТВ серија)
Best Furry Friends (прев. Најбоље крзнене другарице) је аустралијска телевизијска серија из 2019. године.

## Радња[2]
Шест преслатких најбољих крзнених другарица и њихове најбоље другарице доживљавају авантуре у свом градићу и шире! Свака од њих има јединствену личност, нарав и изглед, али све оне деле љубав према авантури и једна према другој.

## Ликови[3]

### Најбоље другарице
- Анђелина (глас позајмила Сара Кејт Волстон) воли да пева, плеше и наступа са својом преслатком бфф. Дајте им бину и микрофон и десиће се журка!!
- Касандра (глас позајмила Кера О'Брајон) је њено име, а победа је њен фазон, нарочито када се удружи са својом бфф. Оне су скроз такмичарски настројене и воле гимнастику, веслање и прво место!
- Зои (глас позајмила Карли Скаут Смит) воли да чита и учи о свој најновијој технологији, баш као њена бфф. Заједно, спајају лепо и корисно, и воле да решавају проблеме са стилом!
- Фиби (глас позајмила Тејлор Лин Досон) види магију и чудеса око себе сваког дана. Тако је нашла своју бфф. Заједно, доносе мало чуда и шарма у ваш свет!
- Кристин (глас позајмила Лорен Костески) је драго што вас упознаје! Она сматра да су сви посебни, а када је са својом бфф, осећа се као да може да загрли цео свет! Све што нам треба је љубав!
- Стефани (глас позајмила Медисон Кокс) воли сликарство, вајарство и занатство! Када је са својом супер креативном бфф, све што нађу могу да претворе у уметничко дело!

### Бфф (Најбоље крзнене другарице)
- Стардаст (глас позајмила Марго Тернејџ) је талентована певачица и плесачица који никада не тражи изговор када треба да наступа. Дајте том крилатом једнорогу микрофон!
- Даш (глас позајмила Шарлот Кулак), трчање, скакање, пењање... она  је наранџаста мачка која никада није мирна, а њена потреба да увек победи је понекад ували у невољу.
- Зара (глас позајмила Медисон Хатфилд) је лењивац који никад не трчи пред руду. Она је супер-паметна и доноси одлуке веома пажљиво... и споро.
- Диди (глас позајмила Марго Тернејџ) је змај, али само њена најближа бфф то може да види. Она је помало магична, али подоста смотана, са главом која је стално у облицима.
- Кадлс (глас позајмила Сара Кејт Волстон) је другарица која је ту када сте тужни или вам треба помоћ. Овај зека воли да воли!
- Саша (глас позајмила Медисон Хатфилд) је хаски који налази лепоту у свему, и од сваког предмета може да направи ремек-дела која њене другарице обожавају.

## Улоге
| Улога             | Оригинални глас   | Српски глас                                 | Оригинални глас (пилот) |
| ----------------- | ----------------- | ------------------------------------------- | ----------------------- |
| Анђелина          | Сара Кејт Волстон | Дана Барбара                                | Елизабет Дејли          |
| Касандра          | Кера О'Брајон     | Данина Јефтић                               | Деби Дерибери           |
| Зои               | Скаут Смит        | Јелисавета Кораксић                         | Тери Даглас             |
| Фиби              | Тејлор Лин Досон  | Михаела Стаменковић                         | Елизабет Дејли          |
| Кристин           | Лорен Костески    | Сања Петровић                               | Деби Дерибери           |
| Стефани           | Медисон Кокс      | Сања Поповић                                | Тери Даглас             |
| Стардаст          | Марго Тернејџ     | Ана Поповић                                 | Елизабет Дејли          |
| Даш               | Шарлот Кулак      | Ивана Тењовић                               | Деби Дерибери           |
| Зара              | Медисон Хатфилд   | Марија Видаковић                            | Тери Даглас             |
| Диди              | Марго Тернејџ     | Милена Моравчевић                           | Елизабет Дејли          |
| Кадлс             | Сара Кејт Волстон | Марина Кауцки                               | Деби Дерибери           |
| Саша              | Медисон Хатфилд   | Наташа Поповић                              | Тери Даглас             |
| Руби              | Тринити Пирсон    |                                             |                         |
| Рокси             | Џени Бејли Ласел  |                                             |                         |
| Бејли             | Тод Кулиџ         |                                             |                         |
| Кланг             | Мичел Аш          |                                             |                         |
| Клаудфлајер       | Ванил Веласкез    |                                             |                         |
| Корал             | Џени Бејли Ласел  |                                             |                         |
| Флафи             | Џени Бејли Ласел  |                                             |                         |
| Хаглс             | Медисон Хатфилд   | Софија Јуричан                              |                         |
| Пипа              | Џени Бејли Ласел  |                                             |                         |
| Спарклпас         | Амита Рао         |                                             |                         |
| Стем Папи         | Алехандро Руиз    |                                             |                         |
| Санстрик          | Ванил Веласкез    |                                             |                         |
| Тали              | Џени Бејли Ласел  |                                             |                         |
| Јоко              | Алехандро Руиз    |                                             |                         |
| Саветница кампа   | Кера О'Брајон     |                                             |                         |
| Гуру              | Стивен Фрост      |                                             |                         |
| Судија            | Џени Бејли Ласел  |                                             |                         |
| Најављивач регате | Адам Лејси        |                                             |                         |
| Водитељ ток-шоуа  | Адам Лејси        |                                             |                         |
| Војс-овер         | /                 | Павле Јеринић Марија Стокић (одјавна шпица) |                         |